# Nældetræ
Nældetræ (Celtis) er en slægt, som er udbredt med mere end 60 arter i Europa, Asien og Nordamerika. Det er løvfældende træer med "nældeagtige" blade (ægformede med skarpt savtakket rand) og bær i fåtallige stande. Her omtales kun den art, som kan dyrkes i Danmark.
| Beskrevne arter |

- Almindelig nældetræ (Celtis australis)
- Amerikansk nældetræ (Celtis occidentalis)
- Kaukasisk nældetræ (Celtis caucasica)
- Kinesisk nældetræ (Celtis bungeana)
- Tourneforts nældetræ (Celtis tournefortii)

| Andre arter |

| - Celtis africana - Celtis aurantiaca - Celtis biondii - Celtis cerasifera - Celtis choseniana - Celtis gomphophylla - Celtis iguanaea - Celtis jessoensis - Celtis julianae - Celtis koraiensis - Celtis labilis - Celtis laevigata - Celtis latifolia | - Celtis pallida - Celtis paniculata - Celtis philippensis - Celtis planchoniana - Celtis pubescens - Celtis reticulata - Celtis sinensis - Celtis tala - Celtis tenuifolia - Celtis tetrandra - Celtis trinervia - Celtis yunnanensis |

## Note
1. ↑  GRIN: Species of Celtis (engelsk)